# Adas Raum
Adas Raum ist der erste Roman der britisch-deutschen Schriftstellerin, Publizistin und Aktivistin Sharon Dodua Otoo. Er ist 2021 im S. Fischer Verlag erschienen. Für ihre Kurzgeschichte Herr Gröttrup setzt sich hin hat Otoo 2016 den Ingeborg-Bachmann-Preis erhalten.

## Inhalt

### Erklärung zu Personen,  Zeit und Handlung
In Adas Raum gibt es vier verschiedene Zeitebenen: 1459, 1848, 1945 und die Gegenwart (2019). Dabei wird die Handlung nicht linear erzählt, sondern breitet sich auf sogenannten „Schleifen“ bzw. verschiedenen Zeitebenen aus. Auf diese Schleifen verweisen auch die Titel der Teile des Romans. Dabei verlaufen die verschiedenen Handlungen mehr oder weniger parallel zueinander und folgen denselben Mustern. Immer wieder treten Variationen derselben Namen auf und Personen, die stets dieselben Rollen in Adas Leben einnehmen. Ada selbst wird viermal reinkarniert und stets von einem gestaltwandelnden Wesen begleitet, das die Formen verschiedener Objekte annimmt, um Ada zu helfen.
Es gibt noch weitere übergreifende Gemeinsamkeiten: Alle Adas sind bzw. waren schwanger, wobei jede sehr unterschiedliche Erfahrungen damit macht. Die Handlungen werden oft durch ein Fruchtbarkeits-Armband mit 33 seltsam gold-silbernen Perlen vorangetrieben. Meistens hat Ada dieses Armband von einer Mutterfigur erhalten. Die ersten drei Adas werden wegen dieses Schmuckstückes von einem Mann umgebracht. In der Gegenwart ist das Armband in einem Museum ausgestellt. Diese Verbindungen zeigen eines der Konzepte des Romans auf: „Dass alle Wesen – vergangene, gegenwärtige und zukünftige – in Verbindung miteinander sind, dass wir es immer waren und immer sein werden“. Die zeitgeschichtlichen Hintergründe der verschiedenen Jahre bieten den historischen Kontext für die jeweiligen Erzählungen.

### Personen

#### Das Wesen
Das Wesen: ein durch die Zeiten reisendes, die Form von verschiedenen Gegenständen (Reisigbesen, Türklopfer, Zimmer, Pass) annehmendes Wesen, das in Verbindung mit Gott steht und den Auftrag bekommen hat, das Armband an den richtigen Ort zu bringen. Erst dann würde es ein eigenes Leben bekommen, welches es sich mehr als alles andere wünscht. Zum ersten Mal ist das Wesen in Otoos Erzählung Herr Gröttrup setzt sich hin als Ei erschienen.

#### Adas Reinkarnation
Ada: „eine Unsterbliche, die durch Zeit und Raum wandert“. Sie ist stets vom Weltall bzw. vom Himmel fasziniert, hat keine bzw. eine schwierige Beziehung zu ihrer leiblichen Mutter und ist bzw. war in jeder Zeitebene schwanger.
- 1459 Ada: eine westafrikanische Mutter, die als Kind aus ihrem Dorf verschleppt wurde und später in einer Siedlung in Totope weiterlebt, wo sie bereits zwei ihrer Neugeborenen begraben musste
- 1848 Lady Ada King/Lovelace: eine britisch-französische Mathematikerin in London, angelehnt an die Computer-Pionierin Ada Lovelace[5]
- 1945 Adelajda Mariańska: eine polnische Zwangsprostituierte im KZ Mittelbau-Dora
- 2019 Augusta Adanne Lamptey: eine ghanaisch-britische Schwangere auf Wohnungssuche in Berlin

#### Adas Schwester-Freundin
Die Namen von Adas Schwester bzw. enger Freundin beinhalten stets ein „L“. Jede von ihnen ist die engste Vertrauensperson ihrer jeweiligen Ada.
- 1459 Naa Lamiley: enge Freundin und neue Schwester im Dorf für Ada, verlor ihr Kind ebenfalls kurz nach der Geburt und trauert lange
- 1848 Lizzie: eine irische Immigrantin und Lady Adas Dienstmädchen, die zusammen mit ihrem gehörlosen Bruder Alfie nach London kam, nachdem ihre Familie schwer von der Großen Hungersnot getroffen worden war
- 1945 Linde: aka Bärchen oder Friederike Lindauer, Zwangsprostituierte im KZ Dora, wurde als „Rassenschänderin“ verhaftet
- 2019 Elle: Adas (Halb)Schwester, wuchs als einzige Schwarze Person in einer weißen Familie in Deutschland auf. Sie lässt Ada während deren Wohnungssuche bei sich wohnen, doch haben die Schwestern sehr unterschiedliche Vorstellungen vom Leben

#### (Zukünftiger) Besitzer des Armbandes
Diese vier Männer haben das seltene Armband bzw. wollen es besitzen. Aufgrund dieses Verlangens töten die ersten drei Männer die jeweilige Inkarnation Adas durch einen Schuss. Herr Wilhelm, der vierte Mann, will ihr das Armband zurückgeben, doch weigert Ada sich, ihm diese Macht zu geben, denn: „Wie wollen Sie mir etwas geben, das Ihnen gar nicht gehört?“ Auch hier finden sich Variationen eines Namens wieder: Guilherme, William, Wilhelm.
- 1459 Guilherme Fernandes Zarco: ein portugiesischer Kaufmann, der mit Diogo Gomes de Sintra nach Westafrika kam, um mit dem vermeintlichen König von Afrika, Mansa Uli II, Geschäfte zu betreiben und „neu entdeckte“ Inseln für Portugal zu beanspruchen
- 1848 William King: Adas Mann und Vater ihrer Kinder, erschießt sie, nachdem er Charles Dickens aus ihrem Haus kommen und Adas Ehebruch bestätigt sieht
- 1945 Helmut Wilhelm: SS-Obersturmbannführer im nationalsozialistischen Regime, kommt nach Dora und sieht dort das gestohlene, seltene Armband an Lindes Arm
- 2019 Herr Wilhelm: Sohn von Helmut Wilhelm, ein älterer, alleinstehender Mann in Berlin, dessen Wohnung Ada besichtigt

#### Adas Mutter
Der Roman stellt das „Mutter-Sein“ und das „Mutter-Werden“ stark in den Mittelpunkt. Ada selbst kennt ihre Mutter oft nicht bzw. stirbt diese sehr früh und jung. In beiden Zeitebenen, in denen Ada in Ghana aufwächst (1459 und in der Gegenwart), bilden die älteren Frauen in der Gemeinschaft die Gruppe ihrer Mütter.
- 1459 Farida: überlebt den Überfall auf ihr Dorf und flieht, wird von zwei jungen Männern gerettet
- 1848 Annabella: trennt sich von ihrem Mann (Lord Byron) und zieht Ada alleine auf
- 1945 Ila: wird aufgrund von „asozialem Verhalten“ im nationalsozialistischen Regime verhaftet
- 2019 Ijemma: stirbt während eines Brandanschlags in London

#### Andere
Variationen des Namens Afonso (1459) tauchen in jeder Zeitebene auf: Alfie, Al, Alfons. Auch die sexuellen Partner von Ada haben ähnliche Namen: Ashitey, Charles, Karl, Cash.
- 1459 Damfo/Afonso: Adas als Kind nach Portugal entführter Bruder, kehrt auf einem portugiesischen Schiff als Übersetzer zurück
- 1848 Charles Dickens: Schriftsteller und Adas geheimer Liebhaber
- 1848 Alfie: Lizzies gehörloser und in Gebärdensprache kommunizierender Bruder
- 1945 Waldemar Jósef Zieliński: aka Walde oder Al, Kapo im KZ Dora und Lindes „Partner“
- 2019 Cash: Adas Ex-Freund und Vater ihres ungeborenen Kindes

### Handlung
Zwischen den folgenden Handlungen stehen überleitende Passagen, in denen das Wesen oder Ada sich im Dialog mit sich selbst, Gott, oder anderen Personen befinden.

#### 1459
1459 markiert den Beginn der Kolonialzeit in Ghana.
Ada verliert ihr zweites Kind kurz nach dessen Geburt. Die anderen Frauen im Dorf sagen ihr, dass sie nicht lange darum trauern soll. Mami Ashitey schlägt sogar mit einem Reisigbesen auf sie ein, als sie ihr wertvolles goldenes Perlenarmband an dem Leichentuch befestigt. Dieser Besen wird jedoch von einem Wesen bewohnt, das Ada nicht weh tun will. Ein Sturm setzt ein, als Guilherme und Afonso, dessen ursprünglicher Name Damfo lautet, in der Siedlung erscheinen. Guilherme sieht das goldene Armband an dem Leichentuch des Kindes und will es haben. Mit der Andeutung, er wolle ihr bei der Bestattung des Kindes helfen, läuft Guilherme zusammen mit Ada zum Meer. Damfo/Afonso begegnet Naa Lamiley, die ihn als Adas verschleppten Bruder wiedererkennt. Gemeinsam wurden Damfo und Ada damals von einem fremden Stamm aus ihrem zerstörten Dorf entführt, aus dem Ada nur das Armband ihrer leiblichen Mutter retten konnte. Damfo/Afonso und Laa Namiley folgen Ada und Guilherme, doch kommen sie zu spät. Sie sehen nur noch, wie Ada im Sturm, von einem Schuss getroffen, leblos zu Boden sinkt und die eingewickelte Kinderleiche zusammen mit dem Armband im Meer verschwindet. Die Besatzung des portugiesischen Schiffes findet das Schmuckstück später und es kommt mit ihnen nach Europa.

#### 1848
1848 ist ein Jahr, in dem viele verschiedene Revolutionen in Europa stattfinden.
Lady Ada verbringt die Zeit, in der ihr Ehemann William King verreist ist, mit Charles Dickens. Ihre geheime Affäre ist davon geprägt, dass er ihre mathematischen wissenschaftlichen Erkenntnisse kritisiert und zu verbessern können glaubt. Das Dienstmädchen Lizzie weiß von den Besuchen, hält diese und Lady Adas finanzielle Schulden jedoch geheim. Lizzie floh gemeinsam mit ihrem Bruder Alfie aus Irland nach London und nimmt nun an verschiedenen politischen Arbeiter- und Frauenrechtsversammlungen teil. Es konnte jedoch niemand vorhersehen, dass der von den Unruhen in Frankreich verunsicherte Lord William King überraschenderweise wieder in London auftaucht und Charles Dickens aus seinem Haus kommen sieht. Dadurch sieht er Adas Ehebruch bestätigt. Das Wesen – diesmal in Gestalt eines Löwenkopf-Türklopfers – versucht, Lizzie nach Hause zu rufen, um ein mögliches Unheil zu verhindern. Diese reagiert jedoch zu spät. Der eifersüchtige und wütende Lord King konfrontiert Lady Ada während eines Sturmes und fragt sie, wo das goldene Perlenarmband, das er ihr geschenkt habe, sei. Ada hat den Schmuck Lizzie gegeben, die diesen verpfänden sollte, und kann die Frage nicht beantworten. Lizzie eilt nach Hause und gräbt das Armband aus, das sie damals voraussehend unter einem Baum versteckt hat. Doch kommt sie zu spät, der eifersüchtige William King erschießt Ada im Sturm vor der Haustüre, bevor Lizzie ihn mit dem Armband erreicht.

#### 1945
1945 endet der Zweite Weltkrieg in Europa und damit auch die Herrschaft des nationalsozialistischen Regimes und ihre Konzentrationslager.
Ada befindet sich als Zwangsprostituierte im Bordell des KZ Dora. Sie flüchtet sich in verschiedene Fantasien und Überlegungen, um in besonders schwierigen Momenten aus ihrem Körper zu fliehen. Das Wesen ist nun Adas Zimmer und sieht alles, was darin passiert. Adas Freundin Linde lässt sich auf einen Deal mit dem Kapo Walde ein, der ihr als Zeichen seiner Zuneigung und seiner Besitzansprüche ein gestohlenes Perlenarmband schenkt. Dieses hat vermutlich Ada gehört, bevor es ihr im KZ weggenommen wurde. Kurz nach dieser Übergabe werden alle weiblichen „Sechsstelligen“ (KZ-Insassinnen) auf den Appellplatz gerufen, um der öffentlichen Massenhinrichtung nicht beiwohnen zu müssen. Der ankommende SS-Obersturmbannführer Helmut Wilhelm erblickt das gestohlene Armband an Lindes Handgelenk, was ihn von diesem Moment an nicht mehr loslässt. Am Abend nach den Hinrichtungen erschlägt Walde einen Keksdieb vor Adas Fenster und versucht, ihn später wegzuschaffen. Das sieht Ada und schreit laut los, was zu einer Auseinandersetzung zwischen ihr, mehreren SS-Offizieren und Linde führt, wodurch das Armband für alle sichtbar auf dem Boden landet. Ada nimmt die Schuld des Besitzes des gestohlenen Perlenarmbandes auf sich und versucht, inmitten eines Sturmes, aus dem Griff eines der Offiziere zu fliehen. Sie kommt bis knapp vor den elektrischen Zaun, dann wird sie erschossen.

#### Gegenwart (2019)
2019 wird Boris Johnson Premierminister von Großbritannien und der Brexit wird eingeleitet.
Ada wurde ursprünglich in London geboren und später nach Accra, Ghana zu ihren Tanten gebracht. Dort wächst sie mit seltenen Besuchen ihres Vaters auf, der erst als sie sieben Jahre alt ist aus England (auch Abrotsiri genannt) zurückkehrt. Schließlich bekommt sie von ihm ihren britischen Reisepass mit der Erwartung, im Ausland eine gute Informatik-Ausbildung zu absolvieren. Genau diesen Pass bewohnt das Wesen dieses Mal. Ada kommt nach Berlin, wo ihre (Halb)Schwester Elle lebt, um zu studieren. Dort lernt sie auch Cash kennen und fängt eine Beziehung mit ihm an. Er nötigt sie zu Sex, wozu sie noch nicht bereit ist. Ada wird schwanger und zieht zu ihrer Schwester. Von Cash will sie nichts mehr wissen. Ada träumt während ihrer Schwangerschaft immer wieder von den Leben der vergangenen Adas, von deren Partnern und ihren Müttern.
Als Boris Johnson die Wahl gewinnt und dadurch der Brexit weiter vorangetrieben wird, bedeutet das für die in Deutschland lebende Ada und ihren britischen Reisepass nichts Gutes. Außerdem ist Ada auf Wohnungssuche, um von Elles Sofa wegzukommen. Es ist jedoch beinahe unmöglich für sie, überhaupt zu einer Besichtigung eingeladen zu werden. Vor Ort erfinden die meisten Personen Ausreden, warum die Wohnung nicht zu vermieten sei, sobald sie sehen, dass Ada Schwarz, schwanger und alleinstehend ist. Drei Besichtigungen finden schließlich am selben Tag statt. In der ersten Wohnung begegnen Ada und Elle Alfons, der eine Broschüre für eine Ausstellung besitzt, in der ein gold-silbernes Perlenarmband ausgestellt wird. Ada nimmt diese Broschüre interessiert mit. Die zweite Wohnung gehört zwei Ga Frauen, die Adas Mutter gekannt haben. Sie teilen ihre Lebensweisheiten mit den Schwestern und meinen schließlich zu dem Armband, dass es eigentlich ihnen – ihrem Volk – gehöre, nicht dem Museum. Nach dieser Besichtigung und ein paar verletzenden Kommentaren von Elle Adas Schwangerschaft gegenüber, gehen die Schwestern im Streit auseinander. Ada begibt sich alleine auf den Weg zur letzten Wohnung. Dort begegnet sie Herrn Wilhelm, dem Sohn des SS-Obersturmbannführers Helmut Wilhelm. Er ist der derzeitige Besitzer des Armbandes und hat es dem Museum geliehen.
Als er sich mit einem Bild des Armbandes und Ada konfrontiert sieht, erleidet er einen Herzinfarkt. Dabei durchlebt er vergangene Reinkarnationen seiner Rolle (Guilherme Fernandes Zarco, William King, Helmut Wilhelm). Auch Adas Bewusstsein erweitert sich, sodass sie in der Berliner Wohnung sitzend ein Gespräch über die verschiedenen Zeitebenen und Reinkarnationen hinweg führen. Dabei fragt Ada immer wieder nach dem Perlenarmband und schwört Herrn Wilhelm und sich selbst, dass sie – ihr Volk – es wieder bekommen werden. Ada fährt mit dem gestürzten Herrn Wilhelm ins Krankenhaus, wo Cash sie findet und Ada ihn endlich konfrontiert. Herr Wilhelm will ihr das Armband schenken, doch lehnt sie dies ab, da er ihr nichts geben könne, was ihm nicht gehört. Adas Fruchtblase platzt im Krankenhaus und sie bringt ein Mädchen auf die Welt, ein Zeichen für eine neue Zukunft.

## Form

### Aufbau
Der Roman Adas Raum hat 317 Seiten. Er ist in drei Teile und einen Epilog eingeteilt: „Die erste Schleife“, „Zwischen den Schleifen“, „Die nächste Schleife“ und „Epilog“. Dabei haben der erste und dritte Teil jeweils fünf Kapitel: „Die erste Schleife“ ist unterteilt in „Ada“, „Unter den Zahnlosen“, „Unter den Betrogenen“, „Unter den Glücklichsten“ und wieder „Ada“. „Die nächste Schleife“ hat dieselben Kapitelnamen in umgekehrter Reihenfolge. Das Unterkapitel von „Zwischen den Schleifen“ lautet „∞“ (Unendlichzeichen). Diese Kapitel werden weiter unterteilt in Abschnitte, die im ersten Teil durch die Nennung des Ortes, des Monats und des Jahres markiert werden. Im zweiten Teil bestehen die Unterkapitelüberschriften aus Zeitangaben, bei welchen die Minutenangaben die Endziffern der Jahreszahlen der drei anderen Zeitebenen widerspiegeln. Der Epilog hat den Untertitel „Mir. Wir.“. Manche der Kapitel werden von kleinen Illustrationen begleitet, die die verschiedenen Adas darstellen.
Die folgende Tabelle ist aus Sarah Colvins Artikel „Freedom Time“ übernommen und dient zur Veranschaulichung der Kapitelstruktur:
| Teil                   | Abschnittsüberschriften/Kapitel | Unterabschnitte mit [und ohne] Überschriften                   |
| ---------------------- | ------------------------------- | -------------------------------------------------------------- |
| Die erste Schleife     | Ada                             | Totope, März 1459                                              |
| Die erste Schleife     | Ada                             | Stratford-le-Bow, März 1848                                    |
| Die erste Schleife     | Ada                             | Kohnstein bei Nordhausen, März 1945                            |
| Die erste Schleife     | Unter den Zahnlosen             | Totope, März 1459                                              |
| Die erste Schleife     | Unter den Zahnlosen             | Stratford-le-Bow, März 1848                                    |
| Die erste Schleife     | Unter den Zahnlosen             | Kohnstein bei Nordhausen, März 1945                            |
| Die erste Schleife     | Unter den Betrogenen            | Stratford-le-Bow, März 1848                                    |
| Die erste Schleife     | Unter den Betrogenen            | Kohnstein bei Nordhausen, März 1945                            |
| Die erste Schleife     | Unter den Betrogenen            | Totope, März 1459                                              |
| Die erste Schleife     | Unter den Glücklichsten         | Kohnstein bei Nordhausen, März 1945                            |
| Die erste Schleife     | Unter den Glücklichsten         | Stratford-le-Bow, März 1848                                    |
| Die erste Schleife     | Unter den Glücklichsten         | Totope, März 1459                                              |
| Die erste Schleife     | Ada                             | [Totope 1459 / Stratford 1848 / Ravensbrück 1944]              |
| Zwischen den Schleifen | ∞                               | [Kein Ort, keine Zeit]                                         |
| Die nächste Schleife   | Ada                             | 02:59 [Berlin / Totope / Stratford / Kohnstein bei Nordhausen] |
| Die nächste Schleife   | Ada                             | 06:48 [Berlin / Totope / Stratford / Poland 1939]              |
| Die nächste Schleife   | Ada                             | 07:45 [Berlin]                                                 |
| Die nächste Schleife   | Unter den Glücklichsten         | 02:59 [Totope / Berlin]                                        |
| Die nächste Schleife   | Unter den Glücklichsten         | 14:59 [Berlin]                                                 |
| Die nächste Schleife   | Unter den Betrogenen            | 06:48 [Berlin]                                                 |
| Die nächste Schleife   | Unter den Betrogenen            | 18:48 [Berlin]                                                 |
| Die nächste Schleife   | Unter den Zahnlosen             | 07:45 [Kohnstein bei Nordhausen / Berlin]                      |
| Die nächste Schleife   | Unter den Zahnlosen             | 19:45 [Berlin]                                                 |
| Die nächste Schleife   | Ada                             | 20:19 [Berlin]                                                 |
| Epilog                 | Mir. Wir.                       | [Berlin]                                                       |

Es gibt zwei Erzählinstanzen, beide sind in der ersten Person Singular, der Ich-Perspektive, geschrieben. Die erste Instanz ist stets eine der vier reinkarnierten Adas in ihren jeweiligen Zeiten. Die zweite Instanz ist das durch die Zeiten reisende, gestaltwandelnde Wesen, welches in den jeweiligen Zeiten die Gestalt eines anderen Gegenstandes einnimmt. Von dieser Position aus erfüllt es eine allwissende, fast auktoriale Erzählinstanz. Dabei ist nicht ganz klar, ob dieses Wesen durch die Zeit reist, um die verschiedenen Einblicke zu bekommen, ob es alles schon einmal erlebt hat, oder ob es auf eine andere Art und Weise an diese Informationen kommt. Durch diese auktoriale Perspektive erfährt man mehr über die Innenleben und Vergangenheiten der verschiedenen Charaktere. Dennoch referiert dieses Wesen immer wieder mit „ich“ auf sich selbst, sei das nun ein Reisigbesen, ein Türklopfer in der Form eines Löwenkopfes, ein Zimmer oder ein britischer Reisepass. Durch diese ungewohnten Erzählperspektiven gibt Otoo den scheinbar passiven Gegenständen in ihrer Geschichte eine eigene Aktivität und hat gleichzeitig einen Ursprung für die allwissende Erzählperspektive in ihrem Roman.
Die Geschichte springt im ersten Kapitel zwischen den ersten drei Zeitebenen hin und her. Dabei wird jeder neue Abschnitt mit Ort, Monat (immer März) und Jahr eingeleitet. Nach dem zweiten Kapitel, in dem es weder eine konkrete Zeit, noch einen Ort zu geben scheint, spielt die Haupthandlung im Berlin der Gegenwart mit immer wiederkehrenden Rückblicken, entweder auf das Leben dieser Ada oder ihrer Vorgängerinnen. Viele Informationen über die drei vergangenen Zeiten erfährt man erst in der zweiten Hälfte des Buches, als die eigentliche Handlung der vorherigen Abschnitte bereits vorbei ist. Es ist unklar, wie viel die gegenwärtige Ada von diesen Träumen mitbekommt und wie viel sie über die vergangenen Adas weiß.

### Sprache
Sharon Dodua Otoo verwendet neben Deutsch viele verschiedene Sprachen in ihrem Roman. Beispiele dafür sind die Adinkra Symbolsprache, Arabisch, Polnisch, Englisch, Gebärdensprache, Portugiesisch, Ga, Twi und Igbo. Mit der Verwendung dieser Sprachenvielfalt schafft sie es, den Klang und das Gefühl von mehrsprachigen Gesprächen in verschiedenen kulturellen Kontexten und alltäglichem Code-Switching darzustellen. Sie schreibt auch in Dialektformen, um zum Beispiel Gott sprechen zu lassen.
Ihr Stil ist teilweise sehr poetisch, an einer Stelle geht der Prosatext sogar in Verse über. Ab und zu kreiert sie durch ein Enjambement einen Übergang zwischen den Kapiteln. Sie bricht einen Halbsatz ab und führt ihn im nächsten Kapitel in einer neuen Zeit und Handlung weiter.

## Stellung in der Literaturgeschichte

### Einordnung ins Werk der Autorin
Adas Raum ist der Debüt-Roman Sharon Dodua Otoos. Der Name „Ada“ im Titel stellt eine Verbindung zu ihrer 2016 erschienenen Kurzgeschichte Herr Gröttrup setzt sich hin her, in der auch eine Figur namens Ada vorkommt. Eine weitere Gemeinsamkeit stellen die beseelten Dinge dar: im Herrn Gröttrup das erzählende Ei, das nicht hart werden will, und in Adas Raum beispielsweise ein Reisigbesen und ein Reisepass.
Otoo erzählt in einem Interview mit der Wiener Zeitung, dass sie mit Adas Raum eine Geschichte über Traumen schreiben wollte und was diese mit Individuen und Gesellschaften machen und wie sie sich auf diese auswirken. Aus diesem Grund hat sie sich auch entschlossen, sowohl Kolonialismus als auch den Holocaust zu thematisieren. In Adas Raum schreibt Otoo über drei Orte, die wichtig für sie sind: Großbritannien, wo sie aufgewachsen ist, Deutschland, wo ihre Kinder, und Ghana, wo ihre Eltern aufgewachsen sind.

### Stellung in der Literaturgeschichte
Das Buch wird dem von Philipp Khabo Koepsell benannten Afropean Contemporary, dem magischen Realismus und dem Afrofuturismus zugeordnet. Der Roman ist kein typisches Beispiel für den Afrofuturismus, da es keine futuristische oder Science-Fiction-Handlung ist. Die Geschichte bewegt sich durch Zeit und Raum hindurch, zwischen verschiedenen Kulturen, Traditionen und geographischen Orten. Sharon Dodua Otoo stellt sich eine andere mögliche Zukunft für afrikanische bzw. Schwarze Personen vor, was alles Merkmale des Afrofuturismus sind. Otoo arbeitet auch mit Transtemporalität, einer poetischen Strategie, in der Bedeutung über bzw. quer durch Zeit und Raum hindurch geschaffen wird.

## Rezeption

### Rezeption bei Erscheinen
Deutschsprachige Zeitungen wie die Süddeutsche Zeitung, Der Standard, die Frankfurter Allgemeine und die Wiener Zeitung haben Adas Raum rezipiert.
Die Einnahme der Perspektive von Dingen ermögliche es, „Leserinnen und Leser am Leben von Figuren teilnehmen zu lassen, mit denen sie sich nicht zwangsläufig identifizieren müssen. Otoo schreibt so an einer Literatur, die Freiräume für ein Publikum mit sehr unterschiedlichen Erfahrungen schafft“. Obwohl der Text auf stilistischer Ebene gelobt wird, wird er von manchen auf inhaltlicher Ebene kritisiert, da der Roman bei den vielen Personen und Perspektiven zu wenig in die Tiefe gehe. Es sei auch nicht immer leicht, diesem Erzählstil und der Geschichte zu folgen. Die ineinander verschlungenen Handlungen des Romans würden eine ambitionierte Absicht beherbergen: Sie erzählen von Unterdrückung und einer Kontinuität von Gewalt aufgrund von Hautfarbe, Geschlecht und/oder politischem Wahn.

### Wirkungsgeschichte
Adas Raum wurde in zahlreiche Sprachen übersetzt, so etwa ins Englische, Italienische, Niederländische und Japanische.
Der Roman wurde in die 2023 veröffentlichte Lückenliste des Netzwerks #breiterkanon aufgenommen, die „sich als offene Ergänzung und Infragestellung von Kanones und Leselisten“ versteht.

### Textausgaben
- Otoo, Sharon Dodua: Adas Raum. Frankfurt am Main: S. Fischer, 2021, ISBN 978-3-10-397315-0

### Sekundärliteratur
- Laura Högner: Kritische Darstellung weißer Männlichkeiten und des white gaze in Sharon Dodua Otoos Adas Raum. In: Jeannette Oholi (Hg.): Schwarze deutsche Literatur. Ästhetische und aktivistische Interventionen von den 1980er Jahren bis heute. Transcript, Bielefeld 2025, S. 185–201.
- Mahamadou Famanta: Beyond the Word. Aesthetic Principles of Afropolitanism in Sharon Dodua Otoo’s Adas Raum. In: CompLit 6, 2024: Sketches of Black Europe in African and African Diasporic Narratives, hrsg. von Sandra Folie und Gianna Zocco, S. 45–67.
- Kyung-Ho Cha: Ghanaian Folk Thought, Akan Religion and an Ethic of Care in Sharon Dodua Otoo’s Adas Raum. In: German Life and Letters 77/1, 2024, S. 2–16. https://doi.org/10.1111/glal.12399.
- Sarah Colvin: Freedom Time: Temporal Insurrections in Olivia Wenzel's 1000 Serpentinen Angst and Sharon Dodua Otoo's Adas Raum. In: German Life and Letters, 75/1, 2022, S. 138–65.
- Lisa Brunke: lfb Lektürekompass zu Sharon Dodua Otoo »Adas Raum«, Literaturforum im Brecht-Haus, 2021